# Harolds Cross

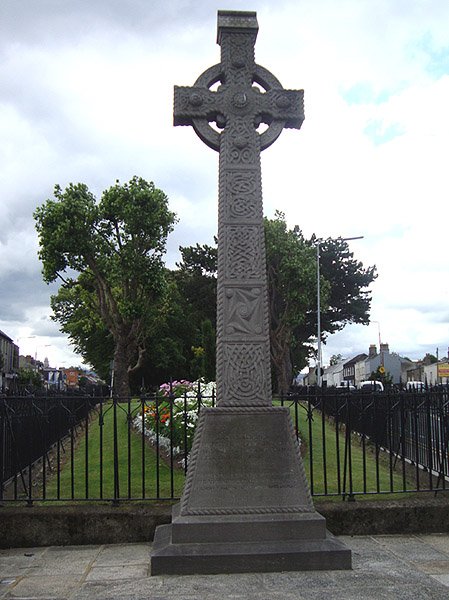
Harolds Cross.

Harold's Cross, alternativt Harolds Cross, (iriska: Crois Araild) är en stadsdel i Irlands huvudstad Dublin, söder om stadens centrum. Stadsdelen ligger norr om Terenure, väster om Rathmines, öster om Crumlin och rakt söder om Grand Canal vid Clanbrassil Street.